# Арсенальная выставка
Арсенальная выставка (англ. Armory Show), официальное название Международная выставка современного искусства (International Exhibition of Modern Art) — выставка произведений живописи, графики и скульптуры современного искусства, организованная с 17 февраля по 15 марта 1913 года в здании Арсенала (Armory) 69 Нью-Йоркского полка Национальной гвардии, на углу Лексингтон-авеню и 25-й улицы. Позднее выставка была показана также в Бостоне и Чикаго. Эта выставка считается отправной точкой развития современного искусства в США.

## История
В 1911 году в Нью-Йорке создаётся Ассоциация американских художников и скульпторов. Одной из её задач стала организация выставок современного искусства с тем, чтобы обойти косные требования к живописи Национальной Академии дизайна. После долгих споров было найдено и арендовано за 5 000 $ (благодаря финансовой помощи Гертруды Вандербильт Уитни) здание военного арсенала на 25-й стрит. Другими жертвователями на нужды выставки были фотограф и галерист Альфред Стиглиц, художники Клод Моне и Одилон Редон, и др.
Организована Армори шоу была по примеру состоявшейся в 1912 году в Кёльне крупнейшей предвоенной европейской выставки искусства модерна — Международной художественной выставки Зондербунда западно-германских друзей искусств и художников (Internationale Kunstausstellung des Sonderbundes Westdeutscher Kunstfreunde und Künstler zu Cöln 1912). Эмблемой выставки стала сосна, изображение которой украшало флаг американских революционных войск времён борьбы за Независимость.
Всего на выставке были показаны 1250 работ, в том числе крупноформатные скульптуры, трёхсот мастеров европейского и американского авангарда. Из Европы были доставлены на выставку 399 полотен и 21 скульптура. Всего выставки в Нью-Йорке, Чикаго и Бостоне посетило около 300 000 человек.

## Художники
На выставке было достаточно полно представлено французское новое искусство. На ней экспонировались произведения художников-постимпрессионистов: Матисса, Ренуара, Ж. Руо, Ф. Пикабиа, А.Дерена, М. Вламинка, Ф. Леже, Пикассо (8 полотен, в том числе 2 натюрморта), Ж. Брака, А. Марке, Р. Дюфи, К. Моне, О. Родена, О. Редона, М. Дюшана, П. Гогена, П. Сезанна, Ж. Сёра, П. Синьяка и многих других. Из европейцев — представителей других стран следует назвать голландцев В. ван Гога и П. Мондриана, россиян К. С. Малевича и В. Кандинского, норвежца Э. Мунка, румына К. Бранкузи, немецкого скульптора В. Лембрука, португальца А. де Соуза-Кордозо.
Значительным был раздел американского искусства. Были представлены работы Уистлера, Р.Генри, Дж. Ф.Слоана, У. Пача, М. Прендергаста, Дж. Марина, Э. Хоппера, Дж. Беллоуза, Дж. О. Вейра, С. Дэвиса, М. Кассат, Ч. Шилера, М. Вебера и многих других.
- Картины с выставки
- Поль Сезанн: Большие купальщицы, 1898–1905
- Поль Сезанн: Гора Сент-Виктуар, 1904–1906
- Эжен Делакруа: Иисус на Генезаретском озере, 1853
- Мэри Кэссетт: Мать и дитя, ок. 1902
- Анри Матисс: Голубая обнажённая (Воспоминание о Бискре), 1907
- Анри Матисс: Красный мадрасс, 1907
- Анри Матисс: Красная мастерская, 1911
- Андре Дерен: Пейзаж Прованса, 1908
- Робер Делоне: Окна в город, 1912
- Жаклин Марваль: Одалиски, 1902/03
- Эдуард Мане: Бой быков, 1866
- Клод Моне: Впечатление. Восходящее солнце, 1872
- Одилон Редон: Рожер и Анжелика, 1910
- Жорж Сёра: Позеры, 1888
- Артур Боуэн Дэвис: Лежащая женщина, 1911, Рисунок пастелью на серой бумаге
- Катерина Дрейер: Пейзаж с фигурами в лесу или на проспекте, Голландия, ок. 1911/1912
- Роберт Генри: Фигура в движении, 1913
- Морис Брэзил Прендергаст: Пейзаж с фигурами, 1913
- Джулиан Олден Уир: Красный мост, 1895
- Вильгельм Лембрук: Kniende, 1911
- Василий Кандинский: Импровизация 27 (Сад любви II), 1912
- Джон Слоун: Воскресенье, женщины сушат волосы, 1912
- Франсис Пикабиа: Танец у источника, 1912

## Резонанс и влияние
Арсенальная выставка перевернула представления американской публики о таком явлении, как современное искусство. Прямо на выставке музей Метрополитен приобрёл в свою коллекцию «Холм бедняков» Сезанна.
Работы Анри Матисса критиковались за "искажение формы и произвольное использование цвета". Американская публика не понимала фовизм с его эмоциональной жестокостью и потому критиковала, прежде всего, Матисса с "едкими нападками": "Они были злыми, подлыми в своей психической жестокости". В Европе Матисс слыл выдающимся художником и графиком, отчего его работы в глазах американцев представлялись необъяснимой и вольной наглостью. Художник и архитектор Оскар Блюмнер отметил: "Выставка нового искусства из Европы взорвалась, как бомба, и, прежде чем люди успели перевести дух, сразу несколько авторитетов старого режима, нафаршированные сливами, выплеснули всю свою ярость и презрение на кубистов".
Наибольший скандал вызвала картина «Обнажённая, спускающаяся по лестнице» (ныне в Художественном музее Филадельфии) Марселя Дюшана, прославившая художника по всей Америке. Бывший президент США Теодор Рузвельт сострил, что ближе к искусству коврик навахо в его туалете, который с тем же успехом можно назвать «Одетый, поднимающийся по лестнице» и повесить на стену. Один художественный журнал учредил приз тому, кто отыщет на картине обнажённую, а рецензенту The New York Times изображённое напомнило «взрыв на фабрике дранки». В пылу шумихи все работы Дюшана, привезённые на выставку, были тут же распроданы.
На фотографа Мана Рэя выставка произвела неизгладимое впечатление. Уже одно только величие европейских картин ошеломило его: "Я ничего не делал шесть месяцев – именно столько времени мне потребовалось, чтобы переварить то, что я увидел". С другой стороны, в "двумерном", на его взгляд, искусстве страны его рождения "он испытывал откровенное отвращение к картинам, в которых не оставалось места для собственных размышлений".
Художников называли "мошенниками", "сумасшедшими" и "дегенератами". Критики пребывали в ярости, опасаясь за свои художественные ценности. Критика, транслируемая через прессу, как реклама, завлекала ещё больше посетителей, подтвердила смысл шоу и, в конечном итоге, привела к его коммерциализации. Молодые художники массово стали выходить из ассоциации Национальная академия дизайна, где больше не желали выставляться после «Armory Show». Ассоциация американских художников и скульпторов (англ. Association of American Painters and Sculptors) больше никогда не организовывала вторую выставку, её члены перессорились и вышли из ассоциации, которая окончательно распалась в 1916 году. В декабре того же года было создано Общество независимых художников (англ. Association of American Painters and Sculptors), ассоциация, основанная Марселем Дюшаном и десятью другими художниками. В апреле 1917 года она провела свою первую и самую крупную выставку под названием Big Show, на которой в Большом дворце (англ. Central Palace) в Нью-Йорке было представлено около 2500 работ в общей сложности около 1200 художников, включая работы Константина Бранкузи и Пабло Пикассо. Вплоть до 1944 года она проводила ежегодные выставки.
Выставка «налево и направо раздавала пощёчины американскому общественному вкусу, воспитанному на в целом довольно беззубом и некритическом реализме». Вторжение на американскую художественную сцену европейского модернизма развернуло местных художников в сторону более радикальных экспериментов («неологизм», «фотореализм» и др.), особенно в русле кубизма, и привело к формированию целой когорты коллекционеров европейского авангарда (таких, как доктор Барнс). С другой стороны «Armory Show» стимулировало возникновение и развитие движения риджионализма в американской живописи.